# Rögling
Rögling è un comune tedesco di 665 abitanti, situato nel land della Baviera.